# Рекс Сакрорум
Rex Sacrorum или „Свещен цар“ („Сакрален цар“; „Цар на свещените обреди“), също Rex Sacrificulus („Жертвен цар“), e от най-важните римски свещеници. Rex Sacrorum въплътява идеята за царя-жрец. Когато римляните премахват царството, този свещеник поема религиозните задължения, които преди това има царят. Съпругата на Rex Sacrorum е наричана Regina Sacrorum („Свещена (сакрална) царица“, „Царица на свещените обреди“), като тя също има религиозни функции.
Rex Sacrorum -ът е в колегията на понтифексите и е подчинен директно на Понтифекс Максимус. Той има същите привилегии като Pontifices. Той няма право да има политически служби, което през късната Република прави този пост не така желан. Затова като единствен римски свещеник има право да е в сената.